# Hyggesfritt skogsbruk

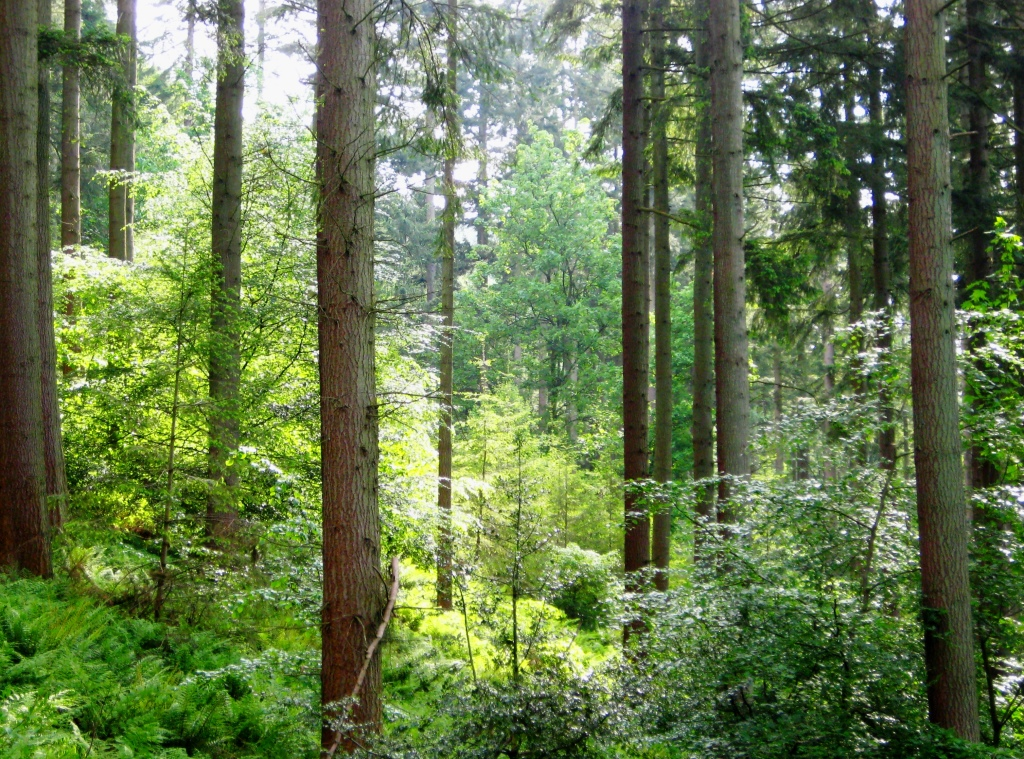
85 år gammal skog av Douglasgran

Hyggesfritt skogsbruk är ett samlingsnamn för skötselsystem, metoder och åtgärder inom skogsbruk som innebär att skogen brukas utan att marken någonsin blir så kal som vid slutavverkning genom kalhuggning, så kallat trakthyggesbruk.
Vid hyggesfritt skogsbruk är marken kontinuerligt skogbevuxen och ett visst minsta virkesförråd ska finnas kvar efter avverkning, inom skogsvårdslagens bestämmelser.
Begreppet myntades av Skogsstyrelsen 2008 inom ramen för projektet "Kontinuitetsskogar och kontinuitetsskogsbruk" och ersatte den ursprungliga beteckningen, kontinuitetsskogsbruk.
I Sverige är hyggesfritt skogsbruk ovanligt och statliga Sveaskog, Sveriges största skogsägare, tillämpar metoden endast på cirka 0,4 % av bolagets produktiva skogsmark.

## Översikt
Begreppet hyggesfritt skogsbruk innehåller i sig själv inte någon definierad idé om hur skogen ska skötas och utvecklas på lång sikt. Istället är det ett samlingsbegrepp som kan inrymma allt det som inte ingår i traditionellt trakthyggesbruk med kalhuggning-plantering, Bland annat: 
- Lübeckmodellen, som introducerades i Sverige en bit in på 2000-talet. En modifierad variant av naturnära skogsbruk som byggde på idéer som började utvecklas i staden Lübeck i mitten av 1990-talet.[3]
- Blädningsbruk, ett system som bevarar fullskiktad skog.
- Naturkulturmetoden.
- Skogsstyrelsen räknar både luckhuggning och skärmställning som hyggesfritt skogsbruk. Det vill säga två föryngringsmetoder inom trakthyggesbruket.[4] Naturskyddsföreningen anser däremot att skärmställning inte kan ingå i hyggesfritt skogsbruk eftersom huvuddelen av virkesskörden sker vid ett tillfälle och resultatet är en enskiktad ungskog.[5]

Det finns idag flera olika aktörer som arbetar för införande av hyggesfritt skogsbruk. Allt från föreningar som exempelvis Jordens Vänner, privata konsultföretag och enskilda personer. Gemensamt för dem är att de argumenterar att hyggesfritt skogsbruk ger hög virkesproduktion samtidigt som fler arter gynnas. Det finns dock fortfarande fortfarande kunskapsluckor om hur hyggesfritt skogsbruk långsiktigt påverkar skogen.